# 池尻愼一
池尻 愼一（いけじり しんいち、1908年 - 1945年）はハンセン病を専門とした医師、作家。ハンセン病、ハンセン病患者と真剣に向かいあい、作品『傷める葦』は1年未満で30版を数えた。太平洋戦争で応召し、1945年1月ジャワで戦死した。ペンネームは邑楽 愼一（おおら しんいち）。

## 略歴
1908年、福岡県浮羽郡水縄村大字益生田（現・久留米市）生まれ。父・池尻久四郎は郡医師会長を務めた人物であったが、愼一の生母とは正式の結婚でなかったので、彼は一時ぐれた。福岡県中学明善校（福岡県立明善高等学校の前身）に入学していたが、2年後叔父を頼って熊本にいき、熊本の鎮西中学校（後の鎮西高等学校）を卒業した。ルーテル教会で教化を受け受洗した。予備校九州英数学舘を経て、私立九州医専（現久留米大学）の第1期生として入学した。卒業後生理学教室で勉強する。国立療養所長島愛生園に勤務を希望したが、欠員がなく、紹介されて熊本にあるハンセン病専門の回春病院に1934年4月から勤務する。
彼のエピソードとして、幽門狭窄症で栄養がとれずに危険な状態になった患者に自分の血を輸血し、新聞で報道された。文学にも興味があり、回春病院のある人の歌集に土屋文明の序文をもらったりした。
1934年7月、九州MTL (mission to leprosy) 結成の時は自ら幹事長役を引き受ける。このころ、熊本市西郊にある本妙寺近辺のハンセン病患者の調査を行う。1936年8月、全生病院へ転勤。1940年、『傷める葦』を書いてベストセラーとなり、同年中に30版を数えた。『小島の春』後日物語とあり、映画化はされなかったが文部省推薦となった。1937年8月、召集を受ける。北支へいったが急性盲腸炎で内地勤務となる。1938年11月、陸軍軍医少尉になる。
彼は盛んに小説を書き、1940年に中央公論社から『軍医転戦覚書』を出版した。1941年末、再召集をうけ、ビルマに転戦。ラングーンでフランス人医師がいるハンセン病療養所を見学している。『続軍医転戦覚書 ビルマ編』を1944年に書く。これは長崎次郎書店から刊行される。1943年2月、召集解除で多磨全生園に戻る。1943年5月、国立療養所松丘保養園に3カ月出張。1944年4月、スマトラのジャカルタ大学に軍属としていく。樋口謙太郎教授の下でらい研究室主任。九州大学皮膚科歴代教授の中の樋口謙太郎の履歴に1943年8月にジャカルタ大学皮膚科教授とある。樋口謙太郎のエッセイによると陸軍省からの軍政地教授である。らいの研究は一部は太田正雄の鶏へのらい菌の接種実験があった。1945年1月、中部ジャワで流弾の犠牲となる。
樋口謙太郎著『池尻愼一氏遭難報告書』（遭難直後に書かれた文章そのままを20年後『傷める葦を憶う』その他に転載したもの）によると、防衛工事監督のため中部ジャワに出張していた（軍籍のため）時、捕虜収容所の軍属（外国人である）の不満が高じて発砲したもので、犯人は数日後自殺。彼の葬儀は大学葬となり大学職員、軍関係、スマラン州庁関係者、軍政監も葬儀に出席した。

## 作品
- 『白衣かいごう』(1939)（会うという意味）中央公論に発表。
- 『傷める葦』(1940) 山雅房発行。
  - 次の章よりなる。レプロローグ（らい医師）の手帳。逃亡者。収容病棟物語。黎明。窪地の家、その他。虹たつ谷、欧州らい史序説、覗いた小窓（らい患者の心理研究)　当時のハンセン病患者のことを詳しく書いている。[誰?]。答：池尻愼一です。また、本妙寺集落の患者に就いても記載がある。最後のらい患者の心理研究は、すでに学術論文として発表していると記載されている。
- 『軍医転戦覚書』 1940年 中央公論 東京
- 『続軍医転戦覚書 ビルマ編』1944年 長崎次郎書店 熊本
- 『子不語』、長崎次郎書店発行。中国の民話集の翻訳。『傷める葦』で儲かったので北支戦線の軍隊に寄贈された。元の著者袁枚は清朝中期の地方官で、多数の怪異譚を書いた。池尻が選んだものは、淫猥なものや、歴史が判らないと理解できないものを省いた。
  - 例えば広西の李通判は妾7名を持つ大金持ちであったが、27歳で夭折、老僕が夭折を悲しんでいると一道人が托鉢にきた。「お前は主人の復生を願わないか。自分は法力でその魂を返すことができる、など。」

## 論文
- らい患者に偶発せるメニエル症候群　九州医専雑誌　1,2
- 人らい家鶏接種法をもってせるらい菌の抵抗力試験(1944)　レプラ、15,2.
- らい患者の心理研究　第1・第2・第3報(1936) レプラ　1936・1937・1938年
  - 第1報は回春病院と九州療養所の患者について研究したもの。第2報は全生病院の患者を対象にした。第3報は宮古療養所と敬愛園の患者を対象に、これは戦地で書きあげた。方法論的には淡路式向性検査、淡路式情緒性検査等、現在の批判に耐えないが、先駆者的意義は十分に評価されていい。[5]

## 批判
- 池尻は信仰心に溢れた医師とされているが、1943年5月から青森の松丘保養園に出張した際に胎児から菌を発見しようとした。これで池尻は強制断種、堕胎を疑問に思わないと批判されている。[6]

## 風貌と語学
- 内田守『傷める葦を憶う』などの文献には丸坊主、眼鏡と軍服姿の写真がでているが、その本の表紙には鼻髭、顎髭の髭だらけの彼の姿の絵が描かれている。かれは童顔であったせいか、南方に行った時は、鼻髭（八字ヒゲ）も顎ヒゲ（関羽ヒゲ）も立派で小柄ではあるが顔の半分は髭で覆われ、眼鏡がきらりと光ると凄味がある、とある軍医が書いている。[7]また、逆にこの風貌で、現地人を虐めていた日本人に似ていたために殺されたという説もあるという。[8]
- 彼は英語が達者であるという記載がある。英人経営の回春病院にいたわけだし、また、ラングーン（今はヤンゴン）にいったときは、早速、仏人経営のハンセン病療養所にでかけている。仏人と英語で話したのだ。国際人といっていいだろう。中国にいった時は中国語ができるわけはないが、漢文ができるので、早速翻訳をしたりしている。

## 短歌と歌碑
- 我が心 思うことあり佇みて赤松林に落つる陽を見る
  - 上記の詩は多磨全生園の望郷台の麓に歌碑がある。阿部知二の筆になる。作らせたのは内田守である。[9]
- あづかれる傷病兵を護らむと 軍医官我も銃とり向かう
- 武蔵野のだんだら畑芋畑 こほろぎ鳴きて夕づきにけり